# Virginia Slims of Houston 1986
Virginia Slims of Houston 1986 — жіночий тенісний турнір, що проходив на відкритих кортах з ґрунтовим покриттям Westside Tennis Club у Х'юстоні (США) в рамках Туру WTA 1986. Відбувсь ушістнадцяте і тривав з 5 до 11 травня 1986 року. Перша сіяна Кріс Еверт-Ллойд здобула титул в одиночному розряді.

## Фінальна частина

### Одиночний розряд
Кріс Еверт-Ллойд —  Кеті Ріналді 6–4, 2–6, 6–4
- Для Еверт-Ллойд це був 5-й титул в одиночному розряді за сезон і 147-й — за кар'єру.

### Парний розряд
Кріс Еверт-Ллойд /  Венді Тернбулл —  Еліз Берджін /  Джоанн Расселл 6–2, 6–4